# Nunatsiaq Island
Nunatsiaq Island är en ö i Kanada.   Den ligger i territoriet Nunavut, i den östra delen av landet, 2 600 km norr om huvudstaden Ottawa. Arean är 18,2 kvadratkilometer.
Terrängen på Nunatsiaq Island är platt. Den sträcker sig 6,3 kilometer i nord-sydlig riktning, och 5,6 kilometer i öst-västlig riktning.
Trakten runt Nunatsiaq Island består i huvudsak av gräsmarker. Trakten runt Nunatsiaq Island är nära nog obefolkad, med mindre än två invånare per kvadratkilometer.